# Präsidentschafts- und Parlamentswahl in Guatemala 2023
Die Präsidentschafts- und Parlamentswahl in Guatemala 2023 fand am 25. Juni statt. Die Stichwahl der Präsidentschaftswahl fand am 20. August statt.

## Ausgangslage
In Guatemala endete 1996 ein 36 Jahre andauernder Bürgerkrieg. Die Aufarbeitung der Verbrechen kommt nicht voran. Noch immer ist Gewalt ein großes Problem im Land. Nach Angaben der UNO leben 60 % der mehr als 17 Millionen Guatemalteken in Armut, wovon speziell die indigene Bevölkerungsmehrheit betroffen ist.
Während der Amtszeit von Giammattei kam es zu einer Aushöhlung demokratischer Institutionen, so wurden missliebige Richter abgesetzt und kritische Journalisten eingeschüchtert. Gleichzeitig lenkten die politisch einflussreichen pentekostal-fundamentalistischen Freikirchen die politische Debatte weg von Themen wie sozialer Gerechtigkeit, dem Bildungssystem und der Gesundheitspolitik hin zu gesellschaftspolitischen Themen wie Homo-Ehe und Abtreibung. Mehrere aussichtsreiche Kandidaten wurden vor der Wahl ausgeschlossen, darunter die linkssozialistische Thelma Cabrera, der Sozialdemokrat Roberto Arzú und der Populist Carlos Pineda. Zury Ríos, die als Tochter des verstorbenen Diktators Efrain Ríos Montt verfassungsgemäß nicht hätte antreten dürfen, wurde jedoch zugelassen.

## Präsidentschaftswahl

### Erster Wahlgang
Neben der Präsidentschaftswahl fand zugleich die Parlamentswahl statt. Dem amtierenden Präsidenten Alejandro Giammattei war es verfassungsrechtlich untersagt, für eine zweite Amtszeit von vier Jahren zu kandidieren. 
Im ersten Wahlgang erhielt Sandra Torres Casanova, Frau des verstorbenen Expräsidenten Álvaro Colom, von der Partei Unidad Nacional de la Esperanza, 15 Prozent der Stimmen. Bernardo Arévalo, Sohn des ersten demokratisch gewählten Präsidenten Guatemalas, Juan José Arévalo, von der links-sozialdemokratischen Partei Movimiento Semilla kam mit 11,8 Prozent auf die zweithöchste Stimmenanzahl. Vor der Wahl hatte die Partei in Umfragen bei unter zwei Prozent gelegen. Es war damit gerechnet worden, dass sich Kandidaten aus dem konservativen bis rechtspopulistischen Spektrum durchsetzen, wie beispielsweise Zury Ríos, die in den Umfragen weit vorne lag, aber nur auf Platz sechs kam.

### Stichwahl
Da kein Präsidentschaftskandidat mehr als 50 % der Stimmen erhielt, wurde am 20. August 2023 ein zweiter Wahlgang zwischen den beiden Erstplatzierten angesetzt.
Arévalo vertrat gesellschaftlich liberale und sozialdemokratische Positionen. Während zuvor Sandra Torres als letzte aussichtsreiche Kandidatin der politischen Linken gehandelt wurde, änderte sie nach der Wahl ihre politische Ausrichtung und versuchte nun, mit gesellschaftlich rechtskonservationen Positionen (gegen Abtreibung, christlich-traditionelle Familienwerte) Stimmen des rechten und des evangelikalen Lagers einzufangen. Während sie während der Wahlen 2011, 2015 und 2019 noch selbst vom Establishment bekämpft wurde, galt sie inzwischen als gut integriert in die alten Eliten.
Gemäß dem vorläufigen amtlichen Endergebnis nach der Auszählung von 100 % der Stimmen erhielt Arévalo de León ca. 58 % und Torres Casanova ca. 37 % der ca. 4,2 Millionen abgegebenen Stimmen bei einer Wahlbeteiligung von ca. 45 %.

## Ergebnis

### Präsidentschaftswahl
| Kandidaten                                                     | Kandidaten            | Parteien                                            | 1. Wahlgang | 1. Wahlgang | 2. Wahlgang | 2. Wahlgang |
| Kandidaten                                                     | Kandidaten            | Parteien                                            | Stimmen     | %           | Stimmen     | %           |
| -------------------------------------------------------------- | --------------------- | --------------------------------------------------- | ----------- | ----------- | ----------- | ----------- |
|                                                                | Bernardo Arévalo      | Movimiento Semilla                                  | 653.486     | 15,5        | 2.442.718   | 60,9        |
|                                                                | Sandra Torres         | Unidad Nacional de la Esperanza                     | 888.924     | 21,1        | 1.567.664   | 39,1        |
|                                                                | Manuel Conde Orellana | Vamos                                               | 436.918     | 10,4        |             |             |
|                                                                | Armando Castillo      | Visión con Valores                                  | 397.469     | 9,4         |             |             |
|                                                                | Edmond Mulet          | Cabal                                               | 369.903     | 8,8         |             |             |
|                                                                | Zury Ríos             | Valor – Partido Unionista                           | 366.574     | 8,7         |             |             |
|                                                                | Manuel Villacorta     | Voluntad, Oportunidad y Solidaridad                 | 236.886     | 5,6         |             |             |
|                                                                | Giovanni Reyes        | Bienestar Nacional                                  | 142.129     | 3,4         |             |             |
|                                                                | Amílcar Rivera        | Victoria                                            | 137.793     | 3,3         |             |             |
|                                                                | Amílcar Pop           | Winaq – Unidad Revolucionaria Nacional Guatemalteca | 88.211      | 2,1         |             |             |
|                                                                | Ricardo Sagastume     | Todos                                               | 78.503      | 1,9         |             |             |
|                                                                | Rudy Guzmán           | Nosotros                                            | 66.962      | 1,6         |             |             |
|                                                                | Isaac Farchi          | Partido Azul                                        | 61.544      | 1,5         |             |             |
|                                                                | Julio Rivera          | Mi Familia                                          | 46.365      | 1,1         |             |             |
|                                                                | Francisco Arredondo   | Compromiso, Renovación y Orden                      | 43.786      | 1,0         |             |             |
|                                                                | Giulio Talamonti      | Unión Republicana                                   | 40.363      | 1,0         |             |             |
|                                                                | Hugo Peña             | Comunidad Elefante                                  | 39.658      | 0,9         |             |             |
|                                                                | Rudio Lecsan Mérida   | Partido Humanista de Guatemala                      | 35.423      | 0,8         |             |             |
|                                                                | Rafael Espada         | Partido Republicano                                 | 32.497      | 0,8         |             |             |
|                                                                | Sammy Morales         | Frente de Convergencia Nacional                     | 22.816      | 0,5         |             |             |
|                                                                | Álvaro Trujillo       | Cambio                                              | 18.306      | 0,4         |             |             |
|                                                                | Luis Lam Padilla      | Partido de Integración Nacional                     | 7.944       | 0,2         |             |             |
| Gesamt                                                         | Gesamt                | Gesamt                                              | 4.212.460   | 100         | 4.010.382   | 100         |
|                                                                |                       |                                                     |             |             |             |             |
| Leere Stimmzettel                                              | Leere Stimmzettel     | Leere Stimmzettel                                   | 388.363     | 7,0         | 52.687      | 1,3         |
| Ungültige Stimmzettel                                          | Ungültige Stimmzettel | Ungültige Stimmzettel                               | 964.775     | 17,3        | 147.165     | 3,5         |
| Wähler                                                         | Wähler                | Wähler                                              | 5.565.598   | 60,2        | 4.210.234   | 45,0        |
| Wahlberechtigte                                                | Wahlberechtigte       | Wahlberechtigte                                     | 9.249.794   |             | 9.361.068   |             |
|                                                                |                       |                                                     |             |             |             |             |
| Quellen: Tribunal Supremo Electoral, 1. Wahlgang – 2. Wahlgang |                       |                                                     |             |             |             |             |

- Votos inválidos: 56.832 (1. Wahlgang)

### Parlamentswahl
| Listen                                                                        | Listen                | Provinzialstimmen | Provinzialstimmen | Provinzialstimmen | Nationalstimmen | Nationalstimmen | Nationalstimmen | Mandate Gesamt |
| Listen                                                                        | Listen                | Stimmen           | %                 | Mandate           | Stimmen         | %               | Mandate         | Mandate Gesamt |
| ----------------------------------------------------------------------------- | --------------------- | ----------------- | ----------------- | ----------------- | --------------- | --------------- | --------------- | -------------- |
|                                                                               | Vamos                 | –                 | –                 | 33                | 626.586         | 15,0            | 6               | 39             |
| Gesamt                                                                        | Gesamt                | 0                 | 100               | 128               | 4.172.070       | 100             | 32              | 160            |
|                                                                               |                       |                   |                   |                   |                 |                 |                 |                |
| Leere Stimmzettel                                                             | Leere Stimmzettel     | –                 | –                 |                   | 550.847         | 9,9             |                 |                |
| Ungültige Stimmzettel                                                         | Ungültige Stimmzettel | –                 | –                 |                   | 826.725         | 14,9            |                 |                |
| Wähler                                                                        | Wähler                | 0                 | –                 |                   | 5.549.642       | –               |                 |                |
|                                                                               |                       |                   |                   |                   |                 |                 |                 |                |
| Quellen: Tribunal Supremo Electoral, Nationalstimmen – Provinzialstimmen: N/A |                       |                   |                   |                   |                 |                 |                 |                |

- Votos inválidos: 53.761 (Nationalstimmen).

## Manipulationsversuche
Während des Wahlkampfes zur Stichwahl gab es massive Versuche, den Wahlprozess zu untergraben. Am 12. Juli 2023 erklärte Generalstaatsanwältin María Consuelo Porras die Semilla-Partei aufgrund angeblicher Fälle falscher Unterschriften zur Gründung der Partei für aufgelöst und Arévalos Kandidatur für ungültig. Allerdings legt Artikel 92 des Gesetzes über Wahlen und politische Parteien fest, dass eine Partei nach der Einberufung einer Wahl und bis zu ihrer Durchführung nicht suspendiert werden darf. Der Entschluss der Generalstaatsanwältin wurde einen Tag später vom Verfassungsgericht aufgehoben, dennoch wurde das Büro der Semilla-Partei von der Polizei durchsucht. Die Wahlkommission beantragte eine Untersuchung, inwieweit die Exekutive versuchte, demokratische Prinzipien auszuhebeln.
Von Seiten rechtsgerichteter Akteure, aber auch der Gegenkandidatin Torres, wurde nun ein regelrechter Hass gegen Arévalo geschürt. Unter anderem wurde ihm vorgeworfen, er wolle die Religionsfreiheit zugunsten einer LGBT-Ideologie abschaffen und sei eine „Marionette“ ausländischer Regierungen.
Auch nach der Wahl gab es Versuche seitens des Ministerio Público (MP) und der Fiscalía Especial Contra la Impunidad (FECI), die Wahl annullieren zu lassen. Am 8. Dezember 2023 gab ein Staatsanwalt bekannt, gegen die Semilla-Partei wegen „Korruption“ sowie gegen das Oberste Wahltribunal (TSE) wegen „Illegalitäten“ zu ermitteln. Zahlreiche zivilgesellschaftliche Organisationen, Handelsvertretungen sowie unterlegene Parteien forderten MP und FECI auf, den demokratischen Prozess nicht länger zu untergraben und das Wahlergebnis zu respektieren.